# Bernhardt (cràter)
Bernhardt és un cràter d'impacte en el planeta Venus de 25,3 km de diàmetre. Porta el nom de Sarah Bernhardt (1844-1923), actriu francesa, i el seu nom va ser aprovat per la Unió Astronòmica Internacional el 1985.